# Menhire de la Ferme Lambert

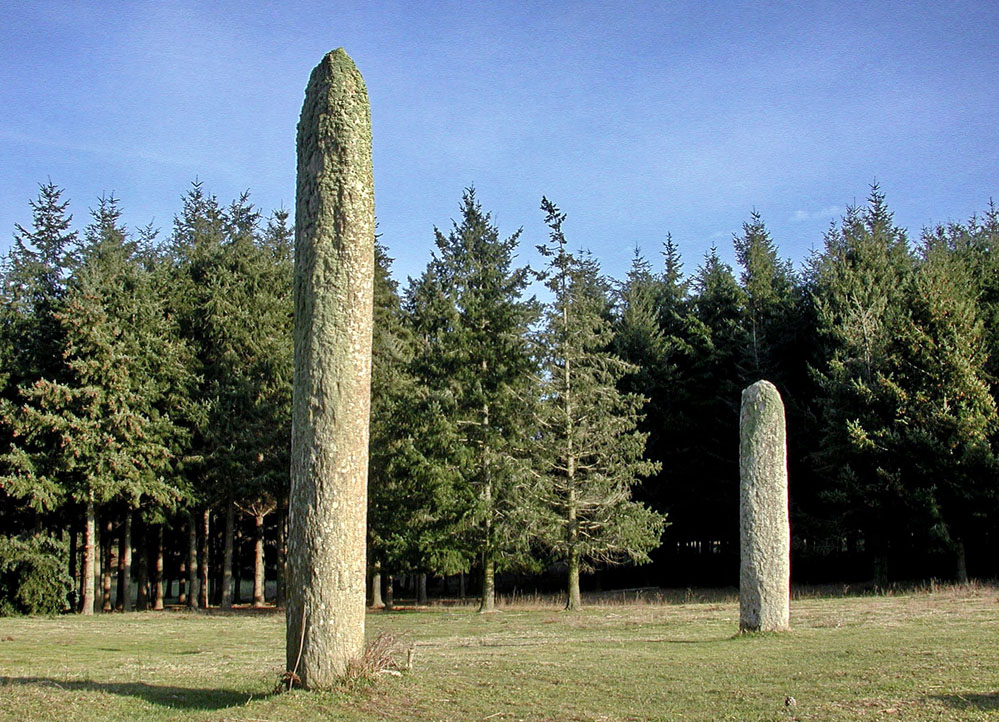
Menhire de la Ferme Lambert

Die Menhire de la Ferme Lambert (französisch, auch Pierres plantées genannt) stehen in einem Feld beim Hof Lambert, südöstlich von Collobrières, bei Saint-Tropez im Département Var in der Provence in Frankreich.
Die 3,6 bzw. 2,9 m hohen, überaus schlanken Menhire de la Ferme Lambert könnten die Reste einer längeren Steinreihe sein, da es einmal einen dritten Stein gegeben haben soll.
Die Legende besagt, dass man wenn man zwischen ihnen hindurch geht, einen Wunsch erfüllt bekommt.
Die Menhire sind seit 1988 als Monument historique registriert.
In der Nähe stehen der „Menhir de Babaou“ und der „Menhir de St-Guillaume“.